# 43 av. J.-C.
Cette page concerne l'année 43 av. J.-C. du calendrier julien.

## Climat

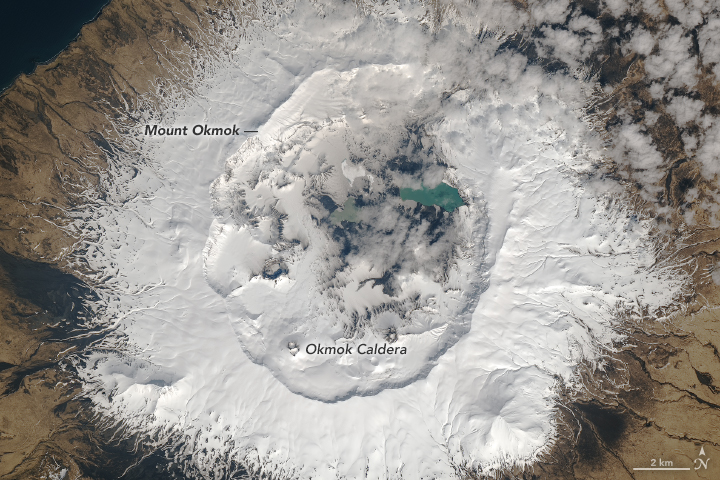
Vue aérienne de la caldéra du volcan Okmok, qui a explosé au début de l'an 43, assombrissant le ciel de l'hémisphère nord durant plus d'un an, faisant chuter les températures saisonnières jusqu'à 7°C de moins dans l'aire méditerranéenne en -43 et –42, source de pluies acides, de famines et de troubles sociaux qui ont très probablement joué un rôle dans la chute de la République romaine et du Royaume ptolémaïque,.

Dans l'hémisphère nord, les années –43 et –42 sont parmi les plus froides des 2 500 dernières années (2 °C de moins que la moyenne, et jusqu'à 7°C de moins en zone méditerranéenne), en raison de l'émission de téphras opacifiants et acidifiants dans la troposphère par l'éruption du volcan Okmok (îles Aléoutiennes) en –43, qui ont mis environ deux ans et demi à retomber au sol,.

## Événements

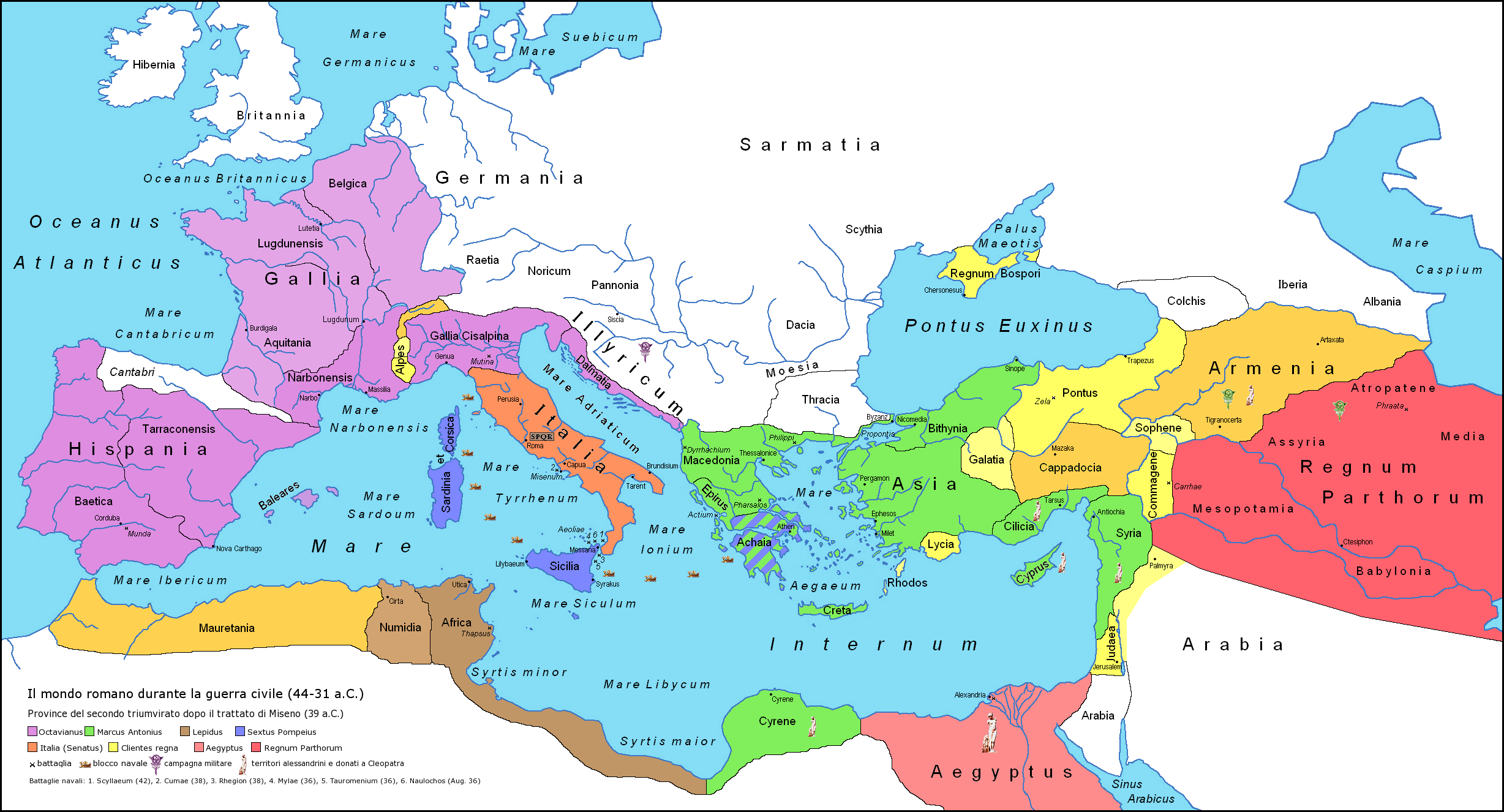
Les scénarios et les divisions territoriales du second triumvirat pendant la dernière Guerre civile de la République romaine.

- 1er janvier : début à Rome du consulat d'Aulus Hirtius et Caius Vibius Pansa Caetronianus[3]. Les deux consuls convoquent le Sénat pour qu'il se prononce sur la proposition de Cicéron du 20 décembre contre Antoine. Quintus Fufius Calenus propose d'envoyer une délégation à Antoine, parti en Gaule cisalpine pour combattre Decimus. Cicéron prononce la cinquième Philippique pour convaincre les sénateurs de ne pas traiter avec Marc Antoine et de faire entrer Octavien au Sénat. Le Sénat décline la première proposition et envoie les trois consulaires Lucius Calpurnius Piso Caesoninus, Lucius Marcius Philippus et Servius Sulpicius Rufus à Marc Antoine pour le sommer de lever le siège de Modène[3].
- 2 février : le Sénat romain vote le Senatus consultum ultimum et confie la conduite de la guerre aux consuls Hirtius et Pansa avec Octavien muni de l’imperium prétorien[4]. Début de la troisième guerre civile à Rome (fin en 30 av. J.-C.).

- 7 mars : Cassius écrit à Cicéron pour l’informer qu'il a pris en charge les quatre légions romaines installées par Jules César en Égypte quelques années plus tôt, conduites par le légat Allienus[5].

- 14 avril : bataille du Forum Gallorum entre Marc Antoine et les consuls ; Pansa est mortellement blessé[3].
- 21 avril : 
  - Marc Antoine est battu à la bataille de Modène (Mutina) par Aulus Hirtius, qui est mortellement blessé à son tour[6]. Il lève le siège et se réfugie en Narbonnaise. Le Sénat entend faire rentrer Octavien dans le rang. Celui-ci refuse, marche sur Rome avec son armée et impose son élection au consulat.
  - Quatorzième et dernière des Philippiques de Cicéron contre Marc Antoine[7].
- 29 mai : ralliement de Lépide à Antoine[3].
- 6 juin : première référence écrite au village de Cularo, la future Grenoble[8].
- 20 juin : le Sénat déclare Lépide ennemi public[3].

- Juillet : Cassius qui a pris la tête des légions de Syrie et d’Égypte, bat à Laodicée le césarien Dolabella, qui se suicide[9].
- 19 août : Octavien entre à Rome et se fait élire consul par les comices[10].
- Fin de l’été : Brutus marche vers l’Hellespont par la Thrace, où il doit combattre des tribus en cours de route, passe en Asie Mineure où il ordonne la construction d’une flotte à Cyzique (Bithynie) et obtient la soumission des cités d’Ionie. Il convoque Cassius pour préparer une expédition vers l’Italie et restaurer la République[3].
- 9 ou 10 octobre : la cité de Lugdunum (aujourd'hui Lyon) est fondée par Munatius Plancus, proconsul de Gaule. La cité deviendra la capitale des Gaules[11].

- Fin octobre-début novembre : réconciliation entre Octavien, Antoine et Lépide. Ils forment le 'second triumvirat' lors d’une entrevue à Bologne (Bononia) et se partagent l’Occident : Octavien obtient les îles de la Méditerranée occidentale et l’Afrique, Antoine les Gaules cisalpine et transalpine, Lépide, l’ancien maître de cavalerie de César, l’Hispanie et la Narbonnaise. L’Italie reste indivise. Octavien conclut à l’âge de vingt ans son premier mariage avec Clodia, la belle-fille de Marc Antoine, comme gage de bonne entente avec celui-ci[12].
- 17 novembre : Ventidius et Carrinas, alliés d’Octavien, sont désignés comme consuls suffects par les triumvirs[3].
- 27 novembre : la Lex Titia donne des pouvoirs (Imperium) exceptionnels aux triumvirs (le droit de nommer des magistrats, de faire la loi, de commander les légions…)[4].
- Novembre : 
  - Entrevue à Smyrne entre Brutus et Cassius pour concerter un plan de campagne dans la guerre contre les triumvirs. Ils mettent l’Asie à contribution et attaquent les peuples qui veulent rester neutres ou prennent position pour les triumvirs : Brutus attaque Xanthos de Lycie tandis que Cassius prend Rhodes qu’il pille et incendie[3].
  - Proscriptions, plus de 2 000 Romains sont exécutés comme ennemis de l’État. Cicéron est proscrit, rejoint dans sa fuite puis assassiné sur ordre d’Antoine ; Sextus Pompée, inscrit sur la liste des proscrits, se rend maître de la Sicile après la reddition du gouverneur A. Pompeius Bithynicus. Il reçoit de nombreux proscrits et reconstitue une armée[3].

- Corduba devient la capitale de l'Hispanie ultérieure[13].
- Famine en Égypte[14].
- Dédicace du temple d'Isis (Iseum), construit sur le Champ de Mars, à Rome[15].

## Naissances en 43 av. J.-C.
- 20 mars : Ovide, poète latin. († 17 ap. J.-C.)[3].

## Décès en 43 av. J.-C.
- 15 mars : Antipater, gouverneur de Judée, empoisonné[16].
- 25-27 avril : Aulus Hirtius, consul.
- Juillet : Publius Cornelius Dolabella, homme politique de la fin de la République romaine.
- 7 décembre : Cicéron, homme politique et écrivain romain (né en 106 av. J.-C. à Arpinum). Il eut pour ambition de jouer un rôle politique de premier plan. Il porta l’art oratoire latin à son apogée dans ses plaidoyers et dans ses harangues. Il élabora une théorie latine de l’éloquence. Il chercha à concilier les différentes écoles philosophiques (épicurienne, stoïcienne, académique) pour dégager une morale en rapport avec les exigences de la vie publique.
- Verres, homme d'État romain.
- Quintus Tullius Cicero, militaire et écrivain  romain.
- Publilius Syrus, poète latin (après 43 av. J.-C.).
- Atia, fille de Marcus Atius Balbus et de Julia Minor et à ce titre nièce de Jules César. Elle épouse Caius Octavius dont elle a le futur empereur Auguste et Octavia Thurina Minor. Veuve, elle épouse Lucius Marcius Philippus, consul en 56 av. J.-C..